# Jean-Henri d'Anglebert
Œuvres principales
Pièces de clavecin
Jean Henry d'Anglebert (ou Danglebert), né à Bar-le-Duc le 1er avril 1629 et mort à Paris le 23 avril 1691, est un musicien, claveciniste et compositeur français. 

## Biographie
Fils d'un bourgeois aisé, maître cordonnier de Bar-le-Duc connu de ses proches sous le sobriquet « Anglebert », son véritable patronyme est Henry, et il utilisera la ruse et la patience pour usurper un titre de noblesse factice : Jean Henry deviendra progressivement Jean-Henry d'Anglebert, nom plus approprié pour un musicien talentueux qui réussit à s'introduire dans le grand monde jusqu'à terminer sa carrière auprès de Louis XIV lui-même. Son portrait par Mignard (voir ci-contre) montre qu'il était atteint d'un fort strabisme.
Il épouse en 1659 Madeleine Champagne, belle-sœur de l'orfèvre et organiste François Roberday (un proche de la famille royale), qui lui donne cinq enfants. Disciple du très célèbre claveciniste Jacques Champion de Chambonnières, il est jusqu'en 1662 organiste de Monsieur le Duc d'Orléans et de l'église des Jacobins.
Il succède à Chambonnières en 1663 ou 1664, après sa disgrâce, comme Ordinaire de la Musique de la Chambre du Roy pour le clavesin (sic), poste poliment décliné par Louis Couperin par égard pour son bienfaiteur (c'est Chambonnières qui lui avait permis de faire carrière à Paris). D'Anglebert rendra cependant un hommage à son maître, qu'il éclipse rapidement, en composant, pour le clavecin, l'admirable Tombeau de Monsieur de Chambonnières, un des sommets de la littérature pour le clavecin au XVIIe siècle.
D'Anglebert est collègue, collaborateur et ami de Lully, dont il assure le continuo pendant toute sa carrière, et qui sera le parrain de son fils aîné, Jean-Baptiste Henri. Ce dernier recevra plus tard, en 1674, l'office de son père — au moyen du système de la « survivance », qui privilégie le lignage sur le talent — et empêchera ainsi, par la suite, François Couperin d'obtenir cette charge, que ce dernier aurait méritée.

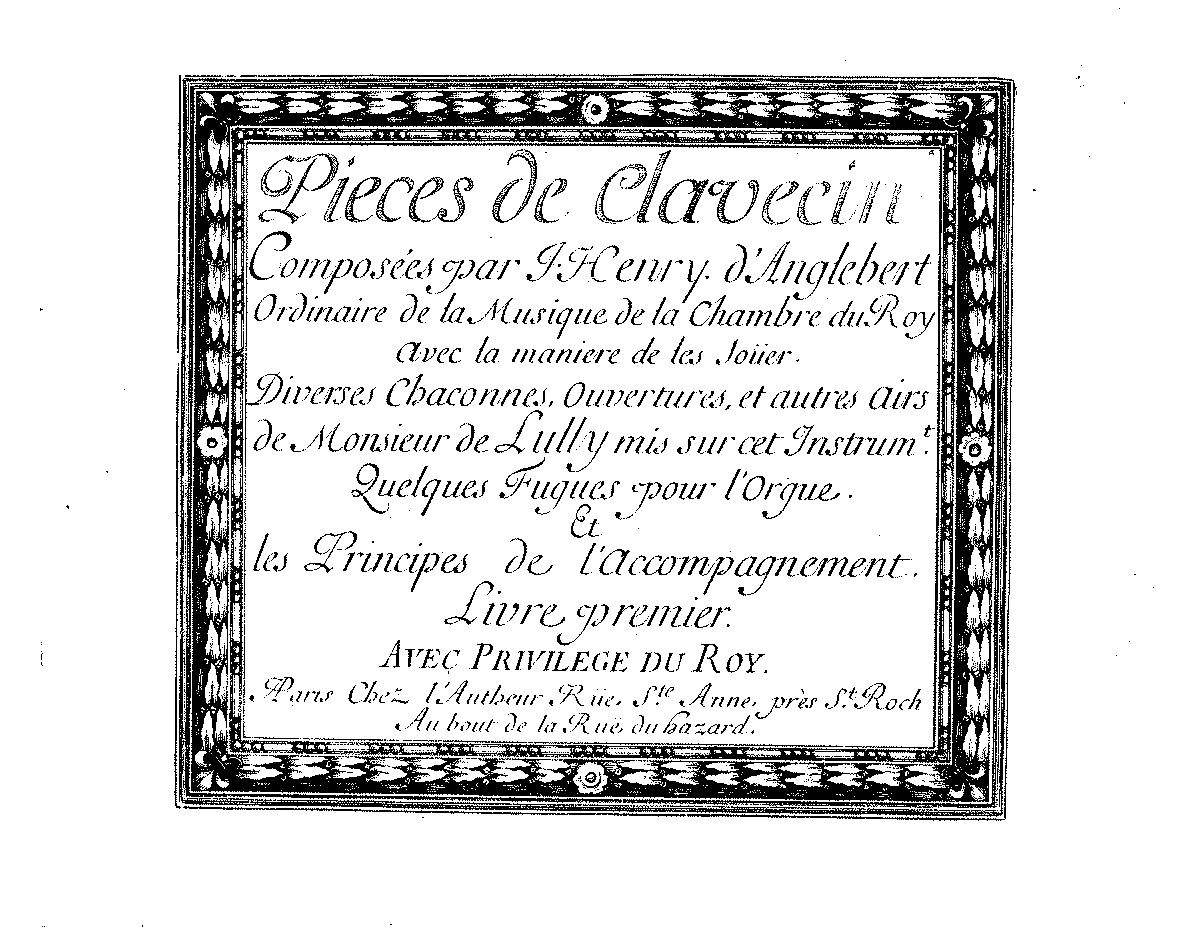
Page de titre des Pièces de clavecin (1689)

D'Anglebert publie en 1689 ses Pièces de clavecin dédiées à la Princesse de Conti, pour laquelle elles ont presque toutes été composées et qui les joue elle-même. Dans cet unique ouvrage imprimé, il ajoute, aux suites de danses de sa composition, des transcriptions d'œuvres de Jean-Baptiste Lully : ces transcriptions d'airs à succès sont propres à assurer celui du recueil auprès du public. Il y adjoint encore cinq fugues pour orgue sur un thème unique qu'il a composées dans sa jeunesse, ainsi que Les Principes de l'Accompagnement en cinq leçons. Ce livre est en France le premier ouvrage imprimé — après ceux de Chambonnières parus en 1670 — qui comporte une table, très complète, des ornements avec la manière de les exécuter.
Si André Pirro et à sa suite Norbert Dufourcq sont peu convaincus de la qualité et de l'intérêt de ses pièces, Manfred Bukofzer reconnaît son apport important au développement de la suite et à l'enrichissement de la technique du clavecin : « le tombeau de Chambonnières et les 22 variations sur les Folies d'Espagne sont des exemples impressionnants de la richesse de son style, traduisant l'influence de Lully ». D'Anglebert est un acteur important de la vie musicale au début du règne de Louis XIV.

## Édition
- J.-H. d'Anglebert. Pièces de Clavecin, éd. Kenneth Gilbert, Paris, Heugel, coll. « Le Pupitre » no 54, 1975, 210 pages.

## Discographie sélective
- Pièces pour clavecin et pour orgue - Scott Ross (2CD Erato)
- Lully, Ouvertures, airs et danses, transcriptions pour clavecin par d'Anglebert - Kenneth Gilbert (Harmonia Mundi HMX 290866 1987/1993)
- Suites pour clavecin (Suites en sol mineur, ré mineur, sol majeur - Brigitte Tramier, clavecin Hemsch (1–2 octobre 1994, Vérany PV795012)
- Intégrale des pièces de clavecin - Christophe Rousset, clavecin J. Ruckers 1624 (27 septembre–10 octobre 1996, 2CD Decca)
- Suites pour clavecin (Suites en sol majeur, en ré mineur, en sol mineur) - Laurent Stewart (Zig-zag territoires)
- Pièces de clavecin en manuscrits [BnF fonds conservatoire Rés. 89ter] - Paola Erdas, clavecin Louis Denis 1658 (La Chaux-de-Fonds, 12-14 mai 2006, Arcana A 337) (OCLC 590229981)
- Pièces de clavecin - Francesco Cera (29–31 mai 2013, 3CD Brilliant Classics 94793)
- Cinq Fugues sur un même sujet varié de différents mouvements. Yves-G. Préfontaine. 1753. Œuvres du Livre d'Orgue de Montréal, Lebègue, Nivers, Marchand et d'Anglebert. Orgue Juget-Sinclair op. 35 de la Chapelle du Musée de l'Amérique francophone, Québec. ATMA Classique ACD2 2717 (2106).
- Tombeau de Mr de Chambonnières. (Jacques Champion de Chambonières, Les pièces de clavessin), Olivier Baumont, clavecin, AS musique ASM 001 2003